# Валензе
Валензе (Валлензе, устар. Валленское озеро, Валенское озеро; нем. Walensee, фр. Lac de Walenstadt, романш. Lag Rivaunо файле) — озеро в северо-восточных предгорьях Альп в Швейцарии, одно из крупнейших озёр страны. Водная поверхность озера находится на высоте 419 м над уровнем моря, площадь зеркала — 24,1 км², объём воды — 2,49 км³, максимальная глубина — 150 м.

## География
Валензе расположено на востоке Швейцарии на территории кантонов Санкт-Галлен и Гларус неподалёку от города Валенштадт. Оно имеет сильно вытянутую с запада на восток форму. Населёнными пунктами, расположенными вблизи озера, являются город Валенштадт у восточного берега, деревни Квинтен и Амден на северном берегу, Везен на западном и Унтертерцен, Квартен, Мург, Мюлехорн, Обштальден и Фильцбах — на южном.
Через озеро протекает река Линт, впадающая в Цюрихское озеро. До коррекции своего русла, начавшейся в 1807 году, путь следования Линта не включал в себя Валензе, а главной питающей озеро рекой была Сец, уровень озера тогда был на 5 метров выше, чем в настоящее время.
У юго-восточного берега озера находится остров Шниттлаухинзель (нем. Schnittlauchinsel), имеющий в длину 80 метров и в ширину 20 метров. У северного берега озера к кромке воды подходят крутые склоны горного хребта Хурфирстен (нем. Churfirsten), достигающего высоты 2306 м. Над южным берегом возвышаются горы Мюртшеншток (нем. Mürtschenstock).
Средняя скорость образования в озере донного осадка составляет 0,1 мм в год.

## Валензе в культуре
Виды озера вдохновили Ференца Листа во время его пребывания в Швейцарии в 1835—1837 годах. Одна из пьес первой тетради («первого года») его фортепианного сборника «Годы странствий» называется «На Валленштадтском озере» (фр. «Au lac de Wallenstadt»).